# Mecynargus pinipumilis
Mecynargus pinipumilis là một loài nhện trong họ Linyphiidae.
Loài này thuộc chi Mecynargus. Mecynargus pinipumilis được Kirill Yuryevich Eskov miêu tả năm 1988.